# Max Hirschenauer
Max Hirschenauer (* 2. März 1885 in Schärding; † 28. November 1955 ebenda) war ein österreichischer Landschafts-, Genre- und Porträtmaler.

## Leben und Wirken

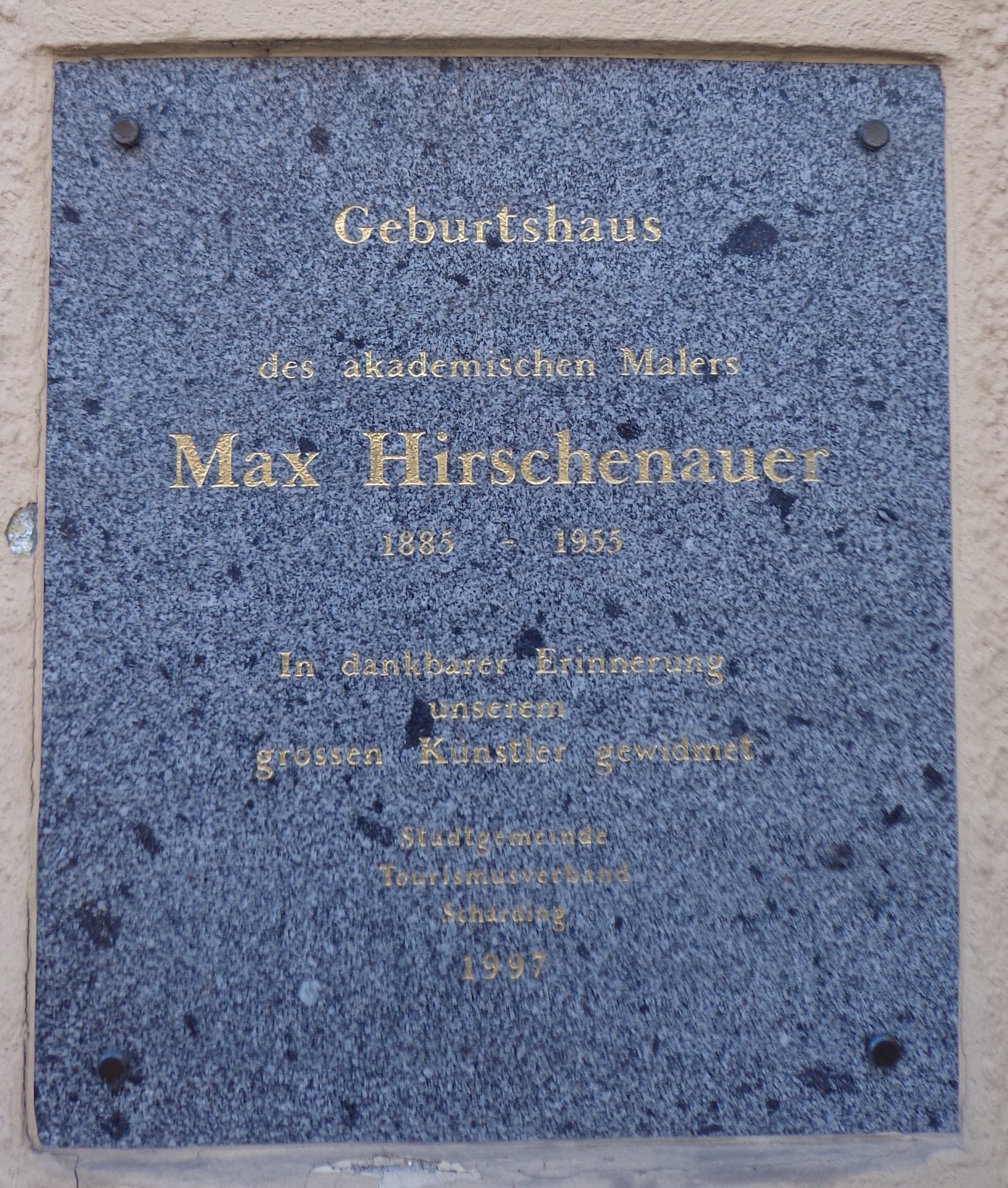
Schärding: Tafel am Geburtshaus Max Hirschenauers

Max Hirschenauer war der Sohn von Creszenz und Ferdinand Hirschenauer, die seit 1880 in Schärding am Inn die Gastwirtschaft Zum Schützenwirt betrieben. Darüber hinaus besaß die Familie einige Immobilien in der schärdinger Altstadt. Ferdinand Hirschenauer wurde 1844 als Sohn eines Großgrundbesitzers in Neuhaus am Inn im damaligen Königreich Bayern geboren. Max Hirschenauer hatte vier Geschwister.
Auf Vermittlung seines Onkels kam Hirschenauer nach München und arbeitete von 1904 bis 1911 in der Kunstanstalt Bruckmann als Zeichner und Retoucheur. Im Alter von 26 Jahren begann Hirschenauer an der Akademie der Bildenden Künste München unter Gabriel von Hackl sein Studium. Als einer seiner weiteren Lehrer zählt Hugo von Habermann. Nach dem Ersten Weltkrieg schloss er seine Studien ab und lebt als freischaffender Künstler in München. Er war ein typischer Vertreter des österreichischen Spätimpressionismus.
Nach seiner Übersiedelung nach Linz schloss er sich in der Zwischenkriegszeit der Künstlervereinigung MAERZ an und war Gründungsmitglied der Innviertler Künstlergilde. In Linz pflegte Hirschenauer freundschaftliche Kontakte zu Demeter Koko und dessen Ehefrau Kamilla. Sowohl von Demeter Koko als auch von dessen Ehefrau Kamilla existieren Porträts aus der Hand Hirschenauers. Aus mehreren Briefwechseln geht auch eine Freundschaft mit dem aus Kitzbühel stammenden Künstler Alfons Walde hervor. Die gegenseitige Wertschätzung als Maler wird durch das gemeinsam erstellte Porträt des Leutnant Peter Scheider von 1932 untermauert. Des Weiteren malte Hirschenauer Lily Walde, die zweite Ehefrau Alfon Waldes. Als Schärdinger hatte er auch Kontakt mit Alfred Kubin und Margret Bilger und leistete wertvolle künstlerische Bildungsarbeit im Innviertel.

## Werke
- Winterlandschaft
- Damenporträt (1924)
- Blick auf Regensburg (1941)
- Selbstbildnis (1955)
- Aulandschaft an der Pram (1955)

## Ausstellungen
- Max Hirschenauer Gemäldeausstellung, Schärding, 1997
- Max Hirschenauer – Maler des Lichts
- Sonderausstellung 2025 Stadtmuseum Schärding – Max Hirschenauers Künstlerhose aus Leinen

## Auszeichnungen
- Nach ihm ist in Schärding die Max-Hirschenauer-Straße benannt.